# Ait Izzou
Ait Izzou is een stadje nabij Ouarzazate in de Marokkaanse regio Souss-Massa-Daraâ. Er wonen ongeveer 20.000 mensen.

## Geboren in Ait Izzou
- Adam Maher (1993), voetballer